# بيترو الثاني ملك صقلية
بطرس الثاني (بالإيطالية: Pietro II)‏ (يوليو 1305 - 15 أغسطس 1342 في كالاستشيبيتا) توج ملكًا على صقلية (التي كانت تسمى آنذاك تريناكريا) في 1321 واكتسب السيادة الكاملة مع وفاة والده في 1337.